# José Antonio Rodríguez
José Antonio Rodríguez, född den 4 juli 1992 i Guadalajara, Mexiko, är en mexikansk fotbollsmålvakt som spelar för Liga MX-klubben Club Deportivo Guadalajara. Han tog OS-guld i herrfotbollsturneringen vid de olympiska fotbollsturneringarna 2012 i London.